# Der Preis (2011)
Der Preis ist ein deutscher Spielfilm aus dem Jahr 2011. Im Rahmen der Perspektive Deutsches Kino lief er bei den Internationalen Filmfestspielen Berlin 2011. Regie führte Elke Hauck, das Drehbuch stammt von Peggy Lehmann und Hauck.

## Handlung
Der aus einer thüringischen Mittelstadt stammende und heute in Frankfurt lebende Architekt Alexander Beck hat mit einem Projekt zur Modernisierung alter Plattenbauten einen angesehenen Architekturpreis gewonnen. Er kehrt nun in seine alte Heimat zurück, wo er die Umsetzung seines Projekts überwachen soll. Die alten Plattenbauten, in denen auch Alexander aufgewachsen ist, sollen von Grund auf modernisiert werden. Angeregt durch die Begegnung mit einigen alten Bekannten beginnt er, sich an Ereignisse des Jahres 1988 zu erinnern. Seit Kindertagen war er mit dem Geschwisterpaar Michael und Nicole befreundet, kurz vor ihrem Schulabschluss kommt es jedoch zu zunehmenden Spannungen zwischen dem systemkonformen FDJ-Sekretär Alex und dem Einzelgänger Michael. Zugleich verliebt sich Alex in Nicole. Er bemüht sich schließlich um eine Aussprache, die Situation eskaliert jedoch und er verletzt Michael, der sich später das Leben nimmt. Nun will er diesen Teil seines Lebens zusammen mit Nicole aufarbeiten.

## Produktion
Gedreht wurde in Gera sowie auf Rügen von Oktober bis Dezember 2009.